# Oxydoras niger
Oxydoras niger (o cuiú-cuiú ou cuiú-cuiú-branco) é uma espécie de peixe sul-americano de água doce.